# Bondakärr
Bondakärr är en sjö i Varbergs kommun i Halland och ingår i Viskans huvudavrinningsområde. Sjöns area är 0,028 kvadratkilometer och den är belägen 80 meter över havet.